# Bisnius puella
Bisnius puella är en skalbaggsart som först beskrevs av Alexander von Nordmann 1837.  Bisnius puella ingår i släktet Bisnius, och familjen kortvingar. Arten är reproducerande i Sverige.